# Pygora polyspila
Pygora polyspila är en skalbaggsart som beskrevs av Leon Fairmaire 1903. Pygora polyspila ingår i släktet Pygora och familjen Cetoniidae. Inga underarter finns listade i Catalogue of Life.